# 吉兒·塔特
吉爾·康乃爾·塔特（英語：Jill Cornell Tarter，生於1944年1月16日）是一位美國天文學家，以其尋找外星智慧（SETI）的工作而聞名。塔特是SETI研究中心的前任主任，在SETI協會擔任SETI的伯納德·奧利佛主席。
2002年，發現雜誌將她評為科學界最重要的50位女性之一。

## 教育
塔特在康乃爾大學獲得工程物理學士學位，之後在加州大學柏克萊分校獲得天文學碩士和博士學位。

## 天文研究
塔特曾經參與過幾個重要的科學計畫，而這些計畫大多與尋找外星生命有關。她還是研究生時就曾經在以無線電波搜尋外星文明的搜寻来自近地外智慧生命群落的无线电波计划（Search for Extraterrestrial Radio Emissions from Nearby Developed Intelligent Populations，SERENDIP）。她在1992到1993年間也是 NASA 的高解析度微波巡天（High Resolution Microwave Survey，HRMS）計畫的科學家，之後是地外文明搜索研究所的鳳凰計畫（HRMS 計畫重整）的主持人。2002年她和瑪格麗特·杜布爾一起編了鳳凰計畫的主要項目適居恆星表。塔特曾經發表數十篇技術報告和多個尋找外星智慧文明和正確科學教育的講座。塔特被認為提出棕矮星的質量不足以維持核融合進行。她花了35年時間進行外星生命搜尋，並於2012年宣布退休。

## 榮譽與獎項
塔特在天文生物學的研究以及她是一位成功的女性科學家，讓她獲得了多個獎項：
- 1989年獲得航空太空方面女性終身成就獎。
- 兩次獲得 NASA 公共服務獎章[7]
- 2002年獲選為美國科學促進會會士，2003年獲選為加利福尼亚州科学院院士。
- 2003年獲得芝加哥阿德勒天文館 Women in Space Science Award。
- 2001年獲得 Telluride Tech Festival Award of Technology[8]
- 2004年時代雜誌將她列入該年时代百大人物[9]
- 2005年 Wonderfest 授予卡爾·薩根科普獎[10]
- 2009年TED大獎[11]。
- 懷疑調查委員會（英语：Committee for Skeptical Inquiry）會士[12]

## 在流行文化中
塔特的天文學研究在卡尔·萨根的小說《接觸未來》中被提及。該小說後來被改編成同名電影，劇中主角伊莉·埃蘿薇由茱蒂·佛斯特演出。塔特在電影拍攝前和拍攝中的時候和佛斯特互相討論了數個月，而劇中主角所做的大部分是基於塔特的研究。塔特在 John Boswell 所做的《科學交響曲》（Symphony of Science）系列 MV 中的《The Poetry of Reality》（An Anthem for Science）也有相關描述。

## 外部連結
- Lecture about long-term SETI strategies presented to the Long Now Foundation (Ogg Vorbis format).
- Finding intelligent life with telescopes and computers （页面存档备份，存于）, podcast 2008.
- Talk entitled "Why the search for alien intelligence matters" （页面存档备份，存于）, presented at the TED2009 conference
- Interview posted at the TED Blog（页面存档备份，存于）
- A brief bio （页面存档备份，存于）
- Profile of Jill Tarter, in COSMOS magazine
- Jill Tarter retires as Director of SETI （页面存档备份，存于）